# 케이크 수

케이스

수학에서 케이크 수(영어: cake number)는 3차원 입체도형을 정해진 개수의 평면으로 분할하여 만들 수 있는 영역의 개수의 최댓값이다.

## 일반식
{\displaystyle n!}가 계승을 나타낼 때, 이항공식은 다음과 같다.
{\displaystyle {n \choose k}={\frac {n!}{k!\,(n-k)!}}}
입체도형을 분할하기 위해 {\displaystyle n}개의 평면을 사용할 수 있다고 가정하면, 케이크 수는 다음과 같게 된다.
{\displaystyle C_{n}={n \choose 3}+{n \choose 2}+{n \choose 1}+{n \choose 0}={\frac {n^{3}+5n+6}{6}}}

## 케이크 수의 예
1만보다 작은 케이크 수는 다음과 같다. (OEIS의 수열 A000125)
1, 2, 4, 8, 15, 26, 42, 64, 93, 130, 176, 232, 299, 378, 470, 576, 697, 834, 988, 1160, 1351, 1562, 1794, 2048, 2325, 2626, 2952, 3304, 3683, 4090, 4526, 4992, 5489, 6018, 6580, 7176, 7807, 8474, 9178, 9920, …